# Rathaus Kleinzschachwitz

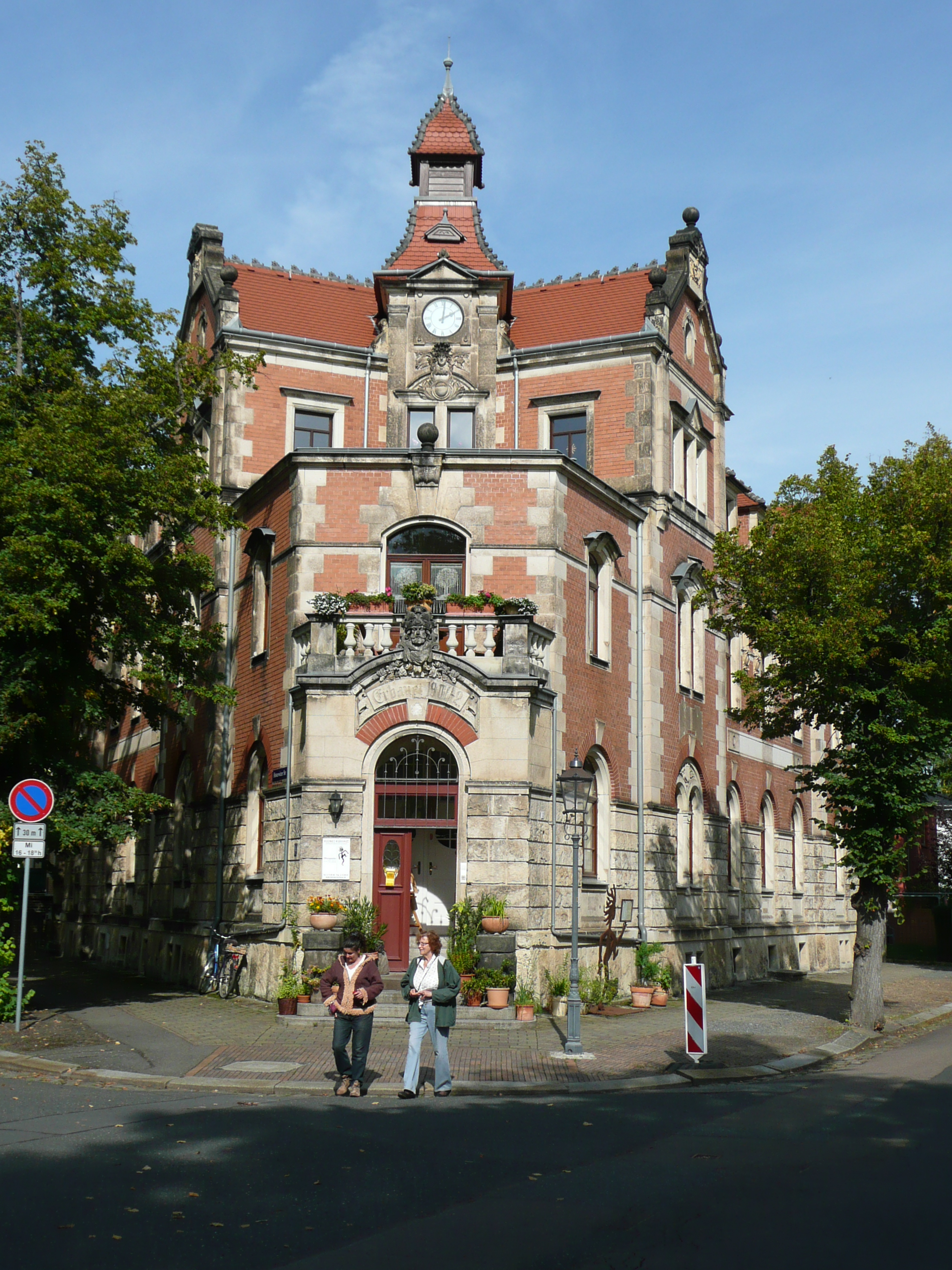
Das ehemalige Rathaus von Kleinzschachwitz (2015)

Das Rathaus Kleinzschachwitz bestand von 1902 bis 1921 als Rathaus der selbständigen Gemeinde Kleinzschachwitz im Osten von Dresden. Das Eckgebäude an der Kurhausstraße/Hosterwitzer Straße (Adresse 2023: Hosterwitzer Straße 2) wurde 1901/1902 erbaut. Nach der Eingemeindung von Kleinzschachwitz nach Dresden 1921 wurde es bis 1998 noch weiter von der Post, zuletzt von der Deutschen Post AG genutzt, seit der Sanierung 1999/2000 ist es ein reines Wohn- und Geschäftshaus.

## Geschichte
In einer Kaufurkunde des Klosters Altzella am 6. Juli 1310 erstmals erwähnt, setzte sich ab etwa Mitte des 19. Jahrhunderts der Name Kleinzschachwitz in Unterscheidung zum benachbarten Großzschachwitz durch. Zeitweise wüst geworden, entstanden nur langsam wenige Häuser rund um den heutigen Dorfplatz Altkleinzschachwitz. Noch bis zur Mitte des 19. Jahrhunderts bedeckten Kiefernwälder die Dorfflur. Erst mit der Ansiedlung von Fürst Nikolai Abramowitsch Putjatin (1749–1830) wurde der Ort bekannter: 1823 stiftete der Fürst das erste Schulhaus und den Dorfplatz. 1860 wurden die ersten Unternehmen gegründet, 1886 erhielt Kleinzschachwitz eine eigene Station der Dampfschifffahrt, womit der ruhig gelegene Ort als Ausflugsziel wie auch als Wohnsitz für wohlhabendere Dresdner interessant wurde.

### Das erste Gemeindeamt (1872–1897)
Die wachsende Einwohnerzahl erforderte nach der 1839 erfolgten Bildung einer eigenständigen Gemeindeverwaltung (die zunächst, wie damals üblich, vor allem in den Räumen des jeweiligen Gemeindevorstandes untergebracht war) schließlich den Bau eines eigenständigen Gemeindeamtes. 1871 erhielt der Ort drei Stiftungen und ein Legat von 2000 Talern (2023, gerundet: 53.000 Euro): durch den Sparkassendirektor Karl Gottlieb Augustin und seine Ehefrau. Mit diesem konnte das Gemeinde- und Armenhaus aus- und umgebaut werden. Es befand sich an der nach den Stiftern benannten Augustinstraße 2. Durch Abriss und Verkauf dieses Gebäudes 1897 konnten die Stiftungsgelder für den Bau des zweiten Gemeindehauses wiedererlangt und dort erneut eingesetzt werden.

### Das zweite Gemeindeamt (1897–1902)
Das zweite Gemeindeamt befand sich auf der Carl-Borisch-Straße 6. Mit ihm einher ging die Einsetzung eines ersten hauptamtlichen Gemeindevorstands, Emil Bernhard Thömel (1858–1941) im Jahr 1897. Allerdings genügte es schon bald nicht mehr den Anforderungen, insbesondere durch die wachsende Armenversorgung, weshalb man sich wenig später zum Bau eines richtigen Rathauses entschloss. Nach dessen Fertigstellung wurde das Gemeindehaus weiterhin als Armenhaus genutzt, später u. a. mit als Bibliothek und noch später zum Wohnhaus umgebaut, als das es noch heute (Stand: 2018) genutzt wird.

### Rathaus Kleinzschachwitz (1901–1921)
Die ersten Planungen für das Rathaus entstanden 1899, zunächst allgemein in der Nähe des Waldparkes vorgesehen. Aber aus Geldmangel wurden diese zunächst zurückgestellt, weil andere Ausbaumaßnahmen (u. a. die Beschleusung) vordringlicher waren. Nachdem es der Gemeinde jedoch am 6. Dezember 1900 gelungen war, ein Grundstück an der Ecke Hosterwitzer und Albert-(Kurhaus-)straße aus einer Zwangsversteigerung heraus sehr günstig zu erwerben, gingen die Planungen und auch der Bau zügig voran: Am 25. Januar 1901 wurde der Bau beschlossen, am 4. April genehmigt und im September 1901 begonnen; Grundsteinlegung war am 9. Oktober 1901. Die Einweihung des repräsentativen Gebäudes erfolgte am 6. September 1902 nach nicht einmal 12 Monaten Bauzeit. Die Baukosten betrugen einschließlich Grunderwerb, Erschließung, Pflasterung und Einfriedung sowie Beleuchtung und dem Inventar 81.215 Mark (2023, gerundet: 653.000 Euro).
Im Erdgeschoss wurde das Gemeindeamt, die am 1. Januar 1901 gegründete örtliche Sparkasse, die Ortssteuereinnahme, das Standesamt und ab dem 15. August 1902 das Kaiserliche Postamt untergebracht. In der ersten Etage hatten der Gemeindevorstand Thömel und der Postamtsvorsteher ihre Dienstwohnungen, in der zweiten Etage wohnte der erste Schutzmann und dort gab es Fremdenzimmer.

### Das ehemalige Rathaus (1920 bis heute)
Die Verwaltung im Erdgeschoss wurde schon 1920 teilweise zu Posträumen umgebaut, die bis zum 28. Dezember 1998 als solche genutzt wurden. Dazu wurde der Haupteingang an die Stirnseite des Gebäudes verlegt und ein repräsentativer Eingang mit einer Freitreppe aus Granitsteinen geschaffen. Architekt des Umbaus war Alfred Jährig, die Eröffnung erfolgte am 20. Mai 1920. Die Zeit zwischen 1920 und 1990 übersteht das Gebäude; da Kleinzschachwitz von den Luftangriffen auf Dresden nicht betroffen ist, gibt es dadurch auch keine Schäden.
Durch Umbau und Rekonstruktion wurde nach der Schließung der Post 1998 das Haus saniert und zu Gewerbe- und Wohnzwecken ausgebaut und umgenutzt. Am 2. Februar 2002 eröffnete in ihm ein „Kleines Kurhaus“ (als solches wird seitdem das gesamte Gebäude bezeichnet) als „Zentrum für ganzheitliche Gesundheit“.

## Gebäude
Der zwei- und im Eckteil zur Schauseite hin dreigeschossige Neubau (das dritte Geschoss ist ansonsten als Mansarde ausgebildet) im Stil der Neorenaissance wurde mit einem Sockelbereich aus Sandstein versehen, darüber besteht es aus Ziegeln und Klinkerziegeln, z. T. mit Sandsteinverblendungen. Der Schaugiebel wurde mit einem vorgesetzten Eckbalkon und einem Uhrturm mit Uhr und einem kleinen Portalturm geschmückt, über dem Uhrturm wird das Biberschwanzdach durch ein Telefontürmchen gekrönt.
Verschiedene Bildhauerarbeiten befinden sich am und im Gebäude: Die Eingangshalle von 1920 schmückt das Amtszeichen, ein Schiff mit geschwelltem Segel. Am Eckbalkon soll ein Männerkopf mit Kiefernbüschelschmuck im Haar den Nadelholzwald symbolisieren. Über ihm findet sich ein Frauenkopf, der die Elbe symbolisieren soll, kenntlich durch die anliegenden Embleme von Fisch und Quellvase.
Architekt und Baumeister des Neubaus von 1901/02 war Robert Wohlfahrt, ausführende Firmen kamen überwiegend aus Kleinzschachwitz und den umliegenden Dörfern.
Auch auf Grund seines insgesamt guten Erhaltungszustandes wurde das Haus unter Denkmalschutz gestellt, die Sanierung von 1998/2000 brachte das Erscheinungsbild von 1902 bzw. 1920 erneut zum Ausdruck, nunmehr unter veränderten Nutzungsbedingungen.